# Buruixkhanda
Buruixkhanda, de vegades escrit Burushkhanda o Purushanda, era una antiga ciutat-estat al centre d'Anatòlia situada al sud del riu Kızılırmak. No es coneix la seva situació exacta, però es creu que era al sud-est del Llac de la Sal.
Els textos coneguts diuen que cap a l'any 1800 aC va passar a mans d'Anitta, un governant hitita que la va incorporar als seus territoris, ja que sembla que el regne de Buruixkhanda era un important rival del regne de Kussara d'on era rei Anitta. Textos hitites posteriors diuen que Anitta va iniciar una guerra contra Buruixkhanda i el seu rei es va rendir als hitites. Segons aquestes narracions, quan Anitta va iniciar la batalla, el rei enemic li va portar regals, un tron i un ceptre, que simbolitzaven el seu dret a governar aquell territori. Anitta va portar amb ell al rei de Buruixkhanda a Nesa, la seva capital, i "el va fer seure davant seu a la dreta", és a dir, el va considerar un vassall privilegiat amb dret de reunir-se amb ell a la seva cort, en reconeixement de la seva rendició voluntària. Probablement Buruixkhanda va deixar d'existir, i les seves terres van ser incorporades a territori hitita.